# Giulia Momoli
Giulia Momoli (* 30. August 1981 in Asolo, Italien) ist eine italienische Beachvolleyballspielerin.
Giulia Momoli spielt seit 2003 auf der FIVB World Tour. Von 2006 bis 2012 und im zweiten Quartal 2015 war Daniela Gioria ihre Partnerin, mit der sie 2007 italienische Meisterin wurde. Nach verschiedenen Partnerinnen mit überschaubaren Erfolgen wechselte die aus Venetien stammende Sportlerin zu Greta Cicolari, mit der sie im September 2015 jeweils das Achtelfinale bei den Open in Rio de Janeiro und Sochi erreichte. Anschließend beendete Giulia Momoli ihre Beachvolleyballkarriere.   